# Test di Kolmogorov-Smirnov
Il test di Kolmogorov-Smirnov è un test non parametrico sviluppato per due campioni da Smirnov nel 1939, sulla base delle considerazioni relative a un solo campione di Kolmogorov del 1933, che verifica la forma delle distribuzioni campionarie; in particolare può essere utilizzato per confrontare un campione con una distribuzione di riferimento oppure per confrontare due campioni.
La statistica del test a una coda è calcolata come la distanza tra la funzione di ripartizione di riferimento e la funzione di ripartizione empirica del campione. La statistica del test a due code è calcolata come la distanza tra le funzioni di ripartizione empiriche dei due campioni ed è applicabile a dati per lo meno ordinali. Nella sua formulazione esatta prevede che le variabili siano continue. Non richiede di per sé alcuna ipotesi sulla distribuzione campionaria, salvo nel caso a un campione, in cui viene testata una distribuzione a propria scelta.

## Descrizione del test a due code - un campione
Sia {\displaystyle X} una variabile casuale generatrice continua, con funzione di ripartizione {\displaystyle F(x)}. Un problema che spesso ricorre nella pratica è quello di verificare che la variabile casuale {\displaystyle X} abbia funzione di ripartizione uguale ad una data {\displaystyle F_{0}(x)}. In simboli, il problema di ipotesi è del tipo:
{\displaystyle H_{0}:F(x)=F_{0}(x),\ \forall x,}
{\displaystyle H_{1}:F(x)\neq F_{0}(x),\ {\text{per }}{\text{qualche }}x.}
Questo significa che l'ipotesi non si riferisce soltanto ad un parametro della variabile casuale {\displaystyle X} (come accade nel test dei segni), ma all'intera sua funzione di ripartizione.
Sia allora {\displaystyle (X_{1},\ldots ,X_{n})} un campione casuale di ampiezza {\displaystyle n} della variabile casuale {\displaystyle X}. Sulla base di esso si vuole costruire un test per il problema di ipotesi. Poiché tale problema riguarda la funzione di ripartizione della variabile casuale {\displaystyle X}, è intuitivo basare la statistica test sulla funzione di ripartizione empirica. Dette quindi {\displaystyle X(1),\ldots ,X(n)} le {\displaystyle n} variabili casuali campionarie ordinate, la funzione di ripartizione empirica è definita come:
{\displaystyle {\hat {F}}_{n}(x)={\begin{cases}0,&{\text{se }}x\leq X(1)\\{\frac {k}{n}},&{\text{se }}X(k)\leq x<X(k+1)\\1,&{\text{se }}x\geq X(n)\end{cases}}}
o equivalentemente in forma più compatta:
{\displaystyle {\hat {F}}_{n}(x)={1 \over n}\sum _{i=1}^{n}I_{X(i)\leq x}}
dove {\displaystyle I_{X(i)\leq x}} è la funzione indicatrice.
La {\displaystyle {\hat {F}}_{n}(x)} è una "stima campionaria" della "vera" funzione di ripartizione {\displaystyle F(x)} della variabile casuale {\displaystyle X}. Anzi, siamo in presenza di uno stimatore consistente, poiché si può dimostrare che, come conseguenza della legge debole dei grandi numeri, qualunque sia {\displaystyle x} la {\displaystyle {\hat {F}}_{n}(x)} tende in probabilità, per {\displaystyle n\longrightarrow \infty }, a {\displaystyle F(x)}.
Poiché {\displaystyle {\hat {F}}_{n}(x)} stima la "vera" funzione di ripartizione {\displaystyle F(x)}, è logico basarsi su una qualche "distanza" tra {\displaystyle {\hat {F}}_{n}(x)} e {\displaystyle F_{0}(x)}. Se {\displaystyle {\hat {F}}_{n}(x)} e {\displaystyle F_{0}(x)} sono "vicine", cioè sufficientemente "simili", non si rifiuta l'ipotesi nulla, mentre la si rifiuta se {\displaystyle {\hat {F}}_{n}(x)} e {\displaystyle F_{0}(x)} sono "lontane", cioè se "molto dissimili".
Come "distanza" si usa la seguente:
{\displaystyle D_{n}=\sup _{-\infty <x<+\infty }\left|{\hat {F}}_{n}(x)-F_{0}(x)\right|}
dove {\displaystyle \sup } è l'estremo superiore dell'insieme delle distanze, cioè la massima differenza in valore assoluto tra la funzione di ripartizione empirica {\displaystyle {\hat {F}}_{n}(x)} e la funzione di ripartizione teorica {\displaystyle F_{0}(x)} ipotizzata come vera. Per valori "grandi" di {\displaystyle D_{n}} si rifiuta l'ipotesi nulla, mentre non la si rifiuta per valori "piccoli" di {\displaystyle D_{n}} (vedasi variabile casuale test di Kolmogorov-Smirnov).
Dunque, il "senso" della statistica {\displaystyle D_{n}} è intuitivamente evidente. Molto complicato invece è il calcolo della sua distribuzione di probabilità (sotto l'ipotesi nulla). Si può comunque dimostrare che sotto l'ipotesi nulla la distribuzione di probabilità della statistica test {\displaystyle D_{n}} non dipende dalla particolare forma funzionale di {\displaystyle F_{0}(x)}.
Questi risultati sono validi per le variabili casuali che hanno funzione di ripartizione continua. Se invece {\displaystyle X} è una variabile casuale discreta e la sua funzione di ripartizione è quindi discontinua, la distribuzione di probabilità della variabile casuale {\displaystyle D_{n}} dipende proprio dalla discontinuità della funzione di ripartizione di {\displaystyle X}.

## Storia
Nel 1933 Andrej Nikolaevič Kolmogorov introdusse la statistica {\displaystyle |F_{n}(x)-F_{0}(x)|}, e nel 1939 Nikolaj Vasil'evič Smirnov la utilizzò per ricavare quello che oggi è noto come test di Kolmogorov-Smirnov.

## Test alternativi
Il test di Kolmogorov-Smirnov è per certi versi l'alternativa non parametrica al test t di Student; quando tale test è applicabile (ipotesi parametrica di distribuzione gaussiana) e si sceglie lo stesso il test di Kolmogorov-Smirnov, allora l'efficienza-potenza è pari a circa il 95% per piccoli campioni e diminuisce leggermente per campioni grandi.
Rispetto ai non parametrici test della mediana e test del chi quadrato (applicato a dati ordinali) è più potente e dunque da preferire.
Si ritiene che per campioni molto piccoli il test di Kolmogorov-Smirnov sia da preferire al test di Wilcoxon-Mann-Whitney mentre per campioni grandi sia quest'ultimo da preferire.